# Automotrice SNFT ALn 668-120
L'automotrice ALn 668 serie 120 è un gruppo di automotrici Diesel ordinate dalla Società Nazionale Ferrovie e Tramvie (SNFT) per il servizio sulla ferrovia Brescia–Iseo–Edolo.
Nel 1993, entrarono nel parco veicoli delle Ferrovie Nord Milano Esercizio (FNME) e, nel 2011, in quello di Trenord. 

## Storia

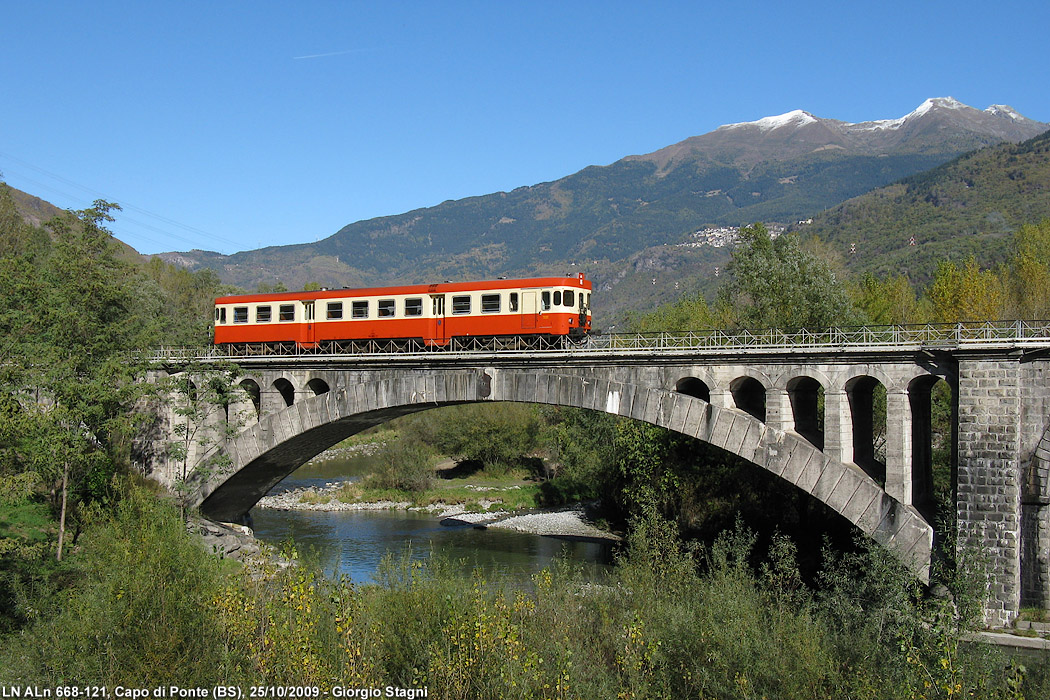
L'ALn 668.121 sul ponte ferroviario di Capo di Ponte

A seguito dell'esigenza di accantonare le An 64, ex ALn 56 di costruzione Breda, la SNFT ordinò alla FIAT due automotrici simili alle ALn 668 serie 1000 delle Ferrovie dello Stato (FS). Esse entrarono in servizio il 18 febbraio 1980, immatricolate nella serie 121–122.
Nel 1983 furono acquistate altre quattro automotrici, stavolta con cassa simile a quella della serie 3100, ma con caratteristiche tecniche simili alle precedenti due unità. Entrarono in esercizio l'8 novembre dello stesso anno all'interno della serie 123÷126.
Con la liquidazione societaria, nel 1993, le sei automotrici passarono al parco rotabili delle FNME.
Il 31 dicembre 1996, l'unità 123 si scontrò frontalmente con la ALn 668.147 nei pressi di Calino. In seguito, furono entrambe demolite.
Nel 2006, le cinque automotrici passarono al parco rotabili di LeNord. Nel 2008, all'unità 121 fu ripristinato l'originaria livrea SNFT.
Nel 2011, entrarono a far parte del parco veicoli di Trenord.
A partire da maggio 2016 furono accantonate le unità 124 e 125, mentre nel 2019 furono accantonate anche le unità 122 e 126. 
Nel 2021, l'automotrice 126 fu convertita in vettura cucina per essere impiegata dal servizio "Treno dei Sapori", mentre la 122 e la 125 furono demolite a San Giuseppe di Cairo nel febbraio dell'anno seguente.
L'unità 121, anch'essa accantonata nel 2016, all'inizio del 2025 fu recuperata come veicolo storico, ripristinando gli interni allo stato d'origine.

## Tecnica

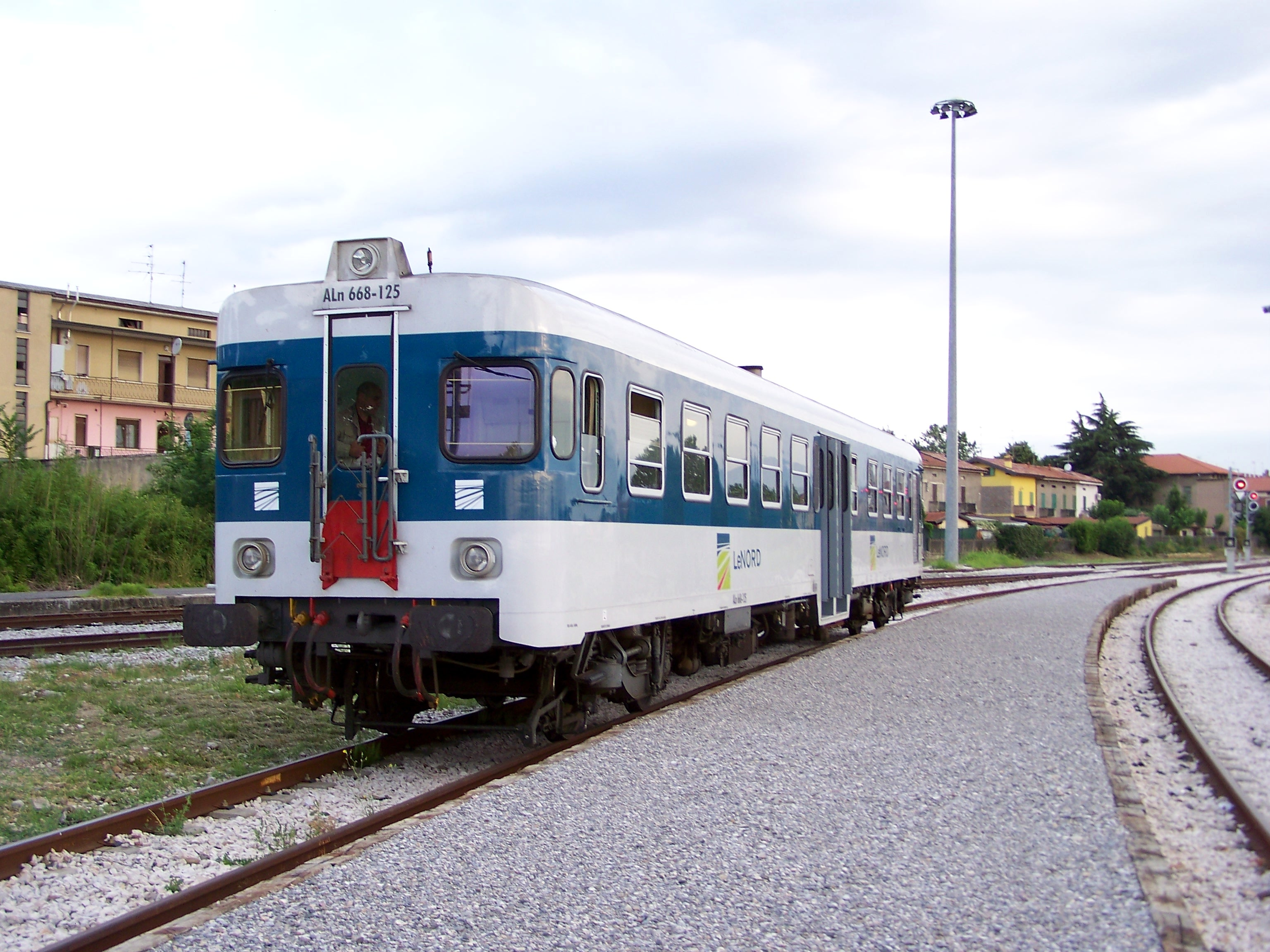
L'ALn 668.125 in livrea bianco-azzurra

I primi due esemplari derivano dalla serie 1000 delle FS. Rispetto a queste ultime, i motori erogano una maggior potenza, pari a 175 kW, rispetto a quella originaria di 147 kW. ll rapporto al ponte consente una velocità massima di 95 km/h. Inoltre, l'intercomunicante è a cancelletto, invece che a soffietto. Su richiesta della SNFT venne inserito il dispositivo "uomo morto". Le due automotrici potevano essere condotte accoppiate tra loro, ma non con le ALn 68 della Breda. In quest'ultimo caso, la composizione multipla necessariamente chiedeva un conducente supplementare.
Gli altri quattro esemplari (123÷126) riprendono le caratteristiche tecniche della 121÷122. Differiscono nella cassa, dato che il modello di riferimento è la serie 3100 delle FS, con vestibolo centrale.

### Livree

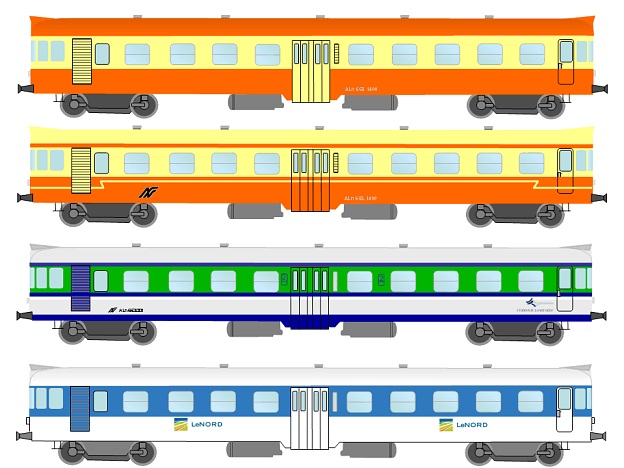
Le ALn 668-120 nelle livree dal 1980 al 2008. Dall'alto verso il basso: SNFT, SNFT Brescia Nord, FNME Ferrovie Lombarde e LeNORD

La livrea iniziale fu quella sociale con colorazione "giallo Marte" e finestratura in "beige azalea", mentre a partire dal 1987 ai rotabili fu progressivamente applicato il nuovo schema di coloritura che manteneva il "giallo Marte" per tutta la cassa, ma estendeva il beige azalea al tetto, all'imperiale e ad un bordino appena sotto i fari e la fascia dei finestrini.
A partire dal 2000, la FNME decise di applicare progressivamente la livrea sociale anche alle automotrici della Brescia-Iseo-Edolo. L'unità 121, assieme alla 131, fu la prima ad avere la nuova colorazione. La fascia dei finestrini divenne verde con due bordi, uno superiore e l'altro inferiore, di colore blu. Di quest'ultima tinta furono colorate anche la fascia inferiore della cassa e le porte. Il resto del rotabile, compreso il tetto, fu bianco.
Nel 2008, le unità ancora in dotazione a LeNord furono progressivamente ricolorate con una livrea bianca e finestratura azzurra su richiesta della provincia di Brescia. Per l'unità 121 fu ripristinato il primo schema di colorazione originario adottato dalla SNFT.
Nel 2016, le automotrici 122 e 126 ricevettero la nuova livrea Trenord. Quest'ultima, nel 2022, dopo essere stata riconvertita a carrozza cucina, ha ricevuto la livrea del servizio turistico del "Treno dei Sapori".